# Theo Michaely

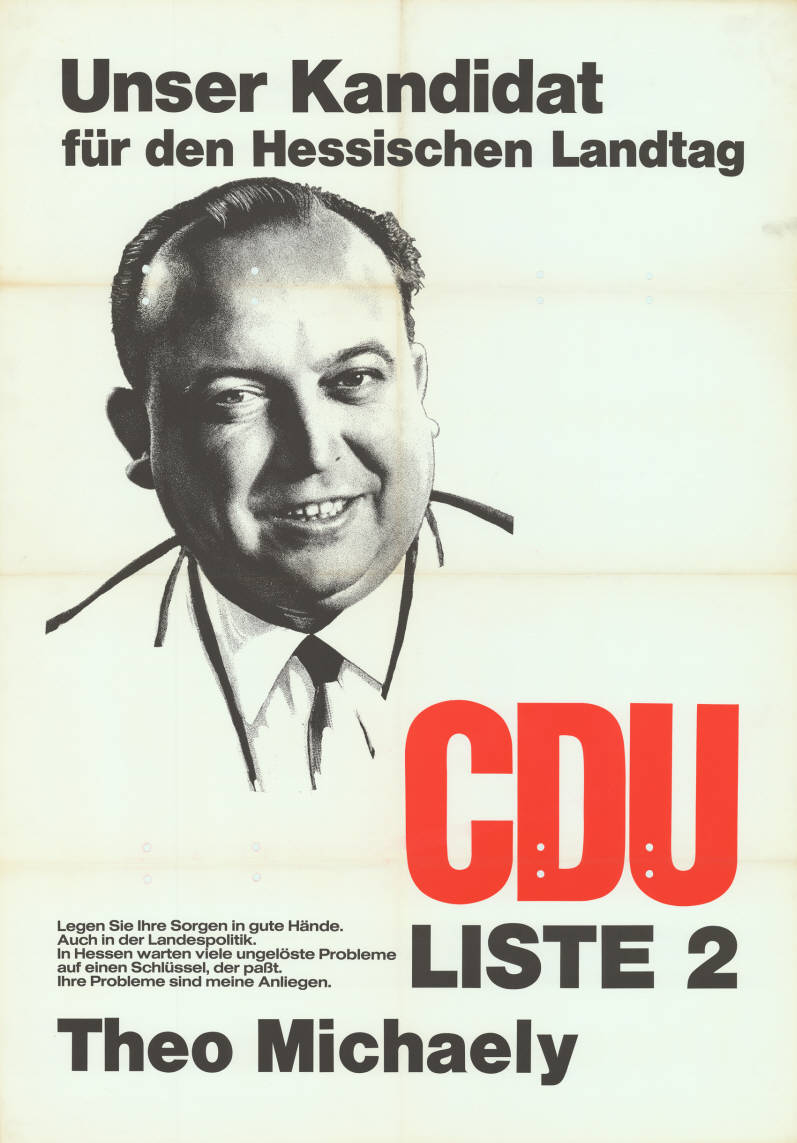
Wahlplakat zur Landtagswahl in Hessen 1966

Theo Michaely (* 15. April 1928 in Oberwesel; † 10. Januar 2012 in Elz (Westerwald)) war ein hessischer Politiker (CDU) und ehemaliger Abgeordneter des Hessischen Landtags.

## Ausbildung und Beruf
Theo Michaely besuchte die katholischen Volksschule Oberwesel und anschließend die zweijährige Städtische Handelsschule in Bingen am Rhein. Seit dem 1. April 1944 arbeitete er für die Eisenbahn. Nach weiteren Fortbildungen (DGB-Bundesschulen (Wennigser Mark, Bremen, Bad Münster am Stein), Heimvolkshochschule (Adam-Steger-Waldhaus Königswinter), Akademie der Arbeit in Frankfurt am Main) wurde er am 1. Dezember 1954 Geschäftsführer und Erster Bevollmächtigter der Gewerkschaft der Eisenbahner Deutschlands (GdED) in Limburg an der Lahn. Bis 1968 arbeitete er hauptberuflich für die Gewerkschaft.

## Politik
Theo Michaely war seit 1947 Mitglied der CDU und dort in verschiedenen Vorstandsämtern aktiv. So war er CDU-Kreisvorsitzender und Bezirksvorsitzender Hessen-West. Seit 20. Dezember 1947 war er Mitglied im CDU-Landesausschuss, der Jungen Union und der Christlich Demokratischen Arbeitnehmerschaft. Von 1960 war er Mitglied der Gemeindevertretung in Elz.
Vom 1. Februar 1968 bis 31. Januar 1974 war er Bürgermeister in Elz, danach in Diez an der Lahn.
Von 1964 bis 1972 war er Mitglied des Kreistags Limburg an der Lahn und dort Sprecher der CDU-Fraktion sowie zeitweise Vorsitzender des Haupt- und Finanzausschusses. Vom 1. Dezember 1966 bis zum 28. Februar 1970 war er Mitglied des Hessischen Landtags. Dort gehörte er den Ausschuss Wirtschaft und Verkehr, dem Beamtenausschuss und der Landespersonalkommission an.